# Méthylxanthine
Une méthylxanthine est une base xanthinique sur laquelle un ou plusieurs hydrogènes en positions 1, 3 ou 7 est substitué par un groupement méthyl-. On compte parmi celles-ci :
- la caféine (1,3,7-triméthylxanthine) ;
- la théophylline (1,3-diméthylxanthine) ;
- la théobromine (3,7-diméthylxanthine) ;
- la paraxanthine (1,7-diméthylxanthine) ;
- la xanthine.

| Méthylxanthines |     |     |     |         |
| Composé         | R1  | R2  |     | Formule |
| Xanthine        | H   | H   | H   |         |
| Caféine         | CH3 | CH3 | CH3 |         |
| Théobromine     | H   | CH3 | CH3 |         |
| Théophylline    | CH3 | CH3 | H   |         |
| Paraxanthine    | CH3 | H   | CH3 |         |

## Propriétés pharmacologiques
Toutes les méthylxanthines ont sensiblement les mêmes propriétés pharmacologiques à différents niveaux. Les méthylxanthines sont des inhibiteurs de la phosphodiestérase, enzyme responsable de la dégradation de l'AMPc (second messager) en AMP et ainsi de l'arrêt du signal activateur (ou inhibiteur) des voies métaboliques.
On utilise cette propriété pour lutter contre la cellulite[réf. nécessaire].
La 7-méthylxanthine est également utilisée comme traitement de la myopie évolutive chez les enfants, au Danemark. Le traitement est agréé par les Services de santé Danois. Elle permet de ralentir voire stopper la progression des myopies chez les enfants et adolescents. 